# Tipulodina magnicornis
Tipulodina magnicornis är en tvåvingeart som beskrevs av Günther Enderlein 1912. Tipulodina magnicornis ingår i släktet Tipulodina och familjen storharkrankar. Inga underarter finns listade i Catalogue of Life.